# Нектарницы-пауколовки
Нектарницы-пауколовки (лат. Arachnothera) — род птиц из семейства нектарницевых. Представители данного рода встречаются в лесах Южной и Юго-Восточной Азии. Имеют тусклое оперение и длинный, сильно изогнутый клюв. Они питаются как нектаром, так и рядом мелких членистоногих.

## Описание
Нектарницы-пауколовки — одни из самых крупных птиц в своем семействе, размером от 13 до 22 см в длину. Клювы нектариц-пауколовок длинные, по крайней мере вдвое длиннее головы, изогнутые и толстые. Большая желтощёкая нектарница-пауколовка самая тяжелая из нектарницевых, ее вес достигает 49 г. Оперение гораздо более тусклое, чем у других ярко окрашенных нектарницевых, одинаково для обоих полов и не содержит иризации. Верхняя часть тела большинства видов оливково-зелёная, а нижняя — матово-белая или жёлтая. Наиболее нетипичное оперение у горной нектарницы-пауколовки, которое тёмно-коричневое с белыми прожилками на нижней части тела и спине и жёлтым крупом.

## Распространение и среда обитания
В отличие от остальных представителей семейства нектарницевых, широко распространённых в тропических областях по всему миру, нектарницы-пауколовки ограничены индомалайской зоной. Они встречаются от Индии до Филиппин на востоке и от Гималаев до Явы на юге; наибольшего видового разнообразия они достигают на Малайском полуострове, Суматре и Борнео. Нектарницы пауколовки — это в основном лесные птицы, обитающие в самых разных типах лесов, включая настоящие тропические, диптерокарповые, болотные, бамбуковые и вторичные леса, опушки и сильно нарушенные леса. Кроме того, несколько видов встречаются в созданной человеком среде обитания, такой как сады или плантации. Большинство видов относятся к равнинным видам, однако горная нектарница-пауколовка больше относится к горным видам.

## Питание
Нектарницы-пауколовки всеядны. Как следует из их названия, они едят пауков. Они также потребляют множество других мелких членистоногих, включая сверчков, гусениц, бабочек, муравьев и других насекомых. В дополнение к животной добыче они также потребляют нектар из цветов. Их трубчатый язык прижимается к верхней части верхней челюсти клюва, затем вытягивается, создавая разницу давлений, которая позволяет всасывать нектар в рот. Нектарницы-пауколовки могут быть важными опылителями некоторых видов растений. Виды, опыляемые нектарницами-пауколовками, имеют длинные трубчатые цветы.

## Поведение
Мало что известно о территориальном поведении нектарниц-пауколовок, но были сообщения о том, что некоторые виды защищают территории. Нектарницы-пауколовки менее общительны, чем другие нектарницевые, их обычно можно увидеть поодиночке или в составе пары.

## Размножение
Считается, что нектарницы-пауколовки моногамны, как и большинство остальных видов их семейства. Они отличаются от других нектарницевых строением своего гнезда, которое подвешено под большим листом, обычно банановым, но иногда под пальмовой ветвью. Форма гнезда может быть весьма разнообразной: простая чаша в случае пестрогрудой нектарницы-пауколовки, удлиненная трубка у желтощёкой нектарницы-пауколовки и форма бутылки у длинноклювой нектарницы-пауколовки. Гнезда подвешиваются к листу с помощью паутины или путем проталкивания растительных волокон через лист. Гнезда сделаны из травы и листьев и выстланы мягкими материалами. Строительством гнезда, как это типично для нектарницевых, занимается только самка. Однако, в отличие от других представителей своего семейства, насиживают яйца как самец, так и самка. Нектарницы-пауколовки откладывают два-три яйца. В их гнездах иногда паразитируют кукушковые.

## Список видов
Род насчитывает 13 видов:
- Arachnothera affinis (Horsfield, 1821) — Серогрудая нектарница-пауколовка
- Arachnothera chrysogenys (Temminck, 1826) — Желтощекая нектарница-пауколовка
- Arachnothera clarae Blasius, 1890 — Голощекая нектарница-пауколовка
- Arachnothera crassirostris (Reichenbach, 1853) — Толстоклювая нектарница-пауколовка
- Arachnothera dilutior Sharpe, 1876
- Arachnothera everetti (Sharpe, 1893)
- Arachnothera flammifera Tweeddale, 1878
- Arachnothera flavigaster (Eyton, 1839) — Большая желтощекая нектарница-пауколовка
- Arachnothera juliae Sharpe, 1887 — Горная нектарница-пауколовка
- Arachnothera longirostra (Latham, 1790) — Белогорлая нектарница-пауколовка
- Arachnothera magna (Hodgson, 1836) — Пестрогрудая нектарница-пауколовка
- Arachnothera modesta (Eyton, 1839)
- Arachnothera robusta Müller et Schlegel, 1844 — Длинноклювая нектарница-пауколовка